# Diego Rosa
Diego Rosa (Alba, Piemont, 27 de març de 1989) fou un ciclista italià professional des del 2013 i 2022. També va competir en ciclisme de muntanya. En el seu palmarès destaca la Milà-Torí del 2015.

## Palmarès
- 2012
  - 1r al Giro del Friül-Venècia Júlia i vencedor d'una etapa
  - 1r a la Bolonya-Raticosa
- 2015
  - 1r a la Milà-Torí
- 2016
  - Vencedor d'una etapa a la Volta al País Basc
- 2018
  - Vencedor d'una etapa a la Setmana Internacional de Coppi i Bartali

### Resultats al Giro d'Itàlia
- 2013. 23è de la classificació general
- 2014. Abandona (18a etapa)
- 2015. 23è de la classificació general
- 2017. 55è de la classificació general
- 2022. 77è de la classificació general

### Resultats a la Volta a Espanya
- 2015. 20è de la classificació general
- 2017. 53è de la classificació general

### Resultats al Tour de França
- 2016. 140è de la classificació general
- 2020. Abandona (8a etapa)